# Colin Richardson (Rennfahrer)
Colin Arthur Richardson (* 3. Februar 1912 in Hepburn Springs; † 25. April 1984 in Sevenoaks) war ein britischer Autorennfahrer.

## Karriere als Rennfahrer
Der in Australien geborene Colin Richardson war 1935 bei zwei Motorsportveranstaltungen gemeldet. Beim 24-Stunden-Rennen von Le Mans fuhr er gemeinsam mit Bill von der Becke einen Riley Nine MPH Six Racing an die vierte Stelle der Gesamtwertung. Beim 500-Meilen-Rennen von Brooklands kam er nicht ins Ziel.

## Statistik

### Le-Mans-Ergebnisse
| Jahr | Team                     | Fahrzeug                  | Teamkollege        | Platzierung | Ausfallgrund |
| ---- | ------------------------ | ------------------------- | ------------------ | ----------- | ------------ |
| 1935 | Riley Motor Company Ltd. | Riley Nine MPH Six Racing | Bill von der Becke | Rang 4      |              |